# El Cuartel
El Cuartel är en ort i Mexiko.   Den ligger i kommunen Chicontepec och delstaten Veracruz, i den sydöstra delen av landet, 200 km nordost om huvudstaden Mexico City. El Cuartel ligger 168 meter över havet och antalet invånare är 191.
Terrängen runt El Cuartel är huvudsakligen kuperad, men norrut är den platt. Terrängen runt El Cuartel sluttar österut. Runt El Cuartel är det ganska tätbefolkat, med 129 invånare per kvadratkilometer. Närmaste större samhälle är La Ceiba, 11,4 km söder om El Cuartel. Omgivningarna runt El Cuartel är en mosaik av jordbruksmark och naturlig växtlighet.